# برنان الیات
برنان الیات (انگلیسی: Brennan Elliott؛ زادهٔ ) یک هنرپیشه اهل کانادا است.